# Polyporus ostreiformis
Polyporus ostreiformis är en svampart som beskrevs av Berk. 1878. Polyporus ostreiformis ingår i släktet Polyporus och familjen Polyporaceae.   Inga underarter finns listade i Catalogue of Life.